# Olmos de Ojeda
Pour les articles homonymes, voir Olmos.
Olmos de Ojeda est une commune d'Espagne de la province de Palencia dans la communauté autonome de Castille-et-León. Elle fait partie de la comarque naturelle de Boedo-Ojeda.